# Davide Ballerini
Davide Ballerini (* 21. September 1994 in Cantù) ist ein italienischer Radrennfahrer.

## Werdegang
Ballerini gewann als Juniorenfahrer 2012 die Bronzemedaille der Europameisterschaft im Straßenrennen. Im Erwachsenenbereich fuhr er ab dem Jahr 2013 zunächst für italienische Continental Teams und gewann 2014 einen Abschnitt des Etappenrennens An Post Rás sowie die Nachwuchswertung des Course de la Solidarité Olympique, bei dem er Gesamtzweiter wurde.
Zum Ende der Saison 2016 fuhr Ballerini als Stagiaire beim UCI WorldTeam Tinkoff und erhielt im Folgejahr einen regulären Vertrag beim Professional Continental Team Androni Giocattoli-Sidermec, für das er beim UCI WorldTour-Rennen Tirreno–Adriatico 2017 die Bergwertung gewann. Im Jahr 2018 siegte er beim GP Industria & Artigianato, einem Rennen hors categorie, den Sprint der Verfolger und wurde damit Dritter. Mit dem Giro d’Italia 2018 bestritt er seine erste Grand Tour, bei der er die Zwischensprintwertung und die Wertung des kämpferischsten Fahrers gewann und 68. der Gesamtwertung wurde.
Ballerini gewann bei den Europaspielen 2019 das Straßenrennen und im Sprint der Abschlussetappe der Polen-Rundfahrt 2020 sein erstes Rennen der UCI WorldTour. Im Jahr 2021 gewann er im Massensprint mit dem Omloop Het Nieuwsblad sein erstes Eintagesrennen der WorldTour.

## Erfolge
2013
- Europameisterschaft – Straßenrennen (Junioren)

2014
- eine Etappe An Post Rás
- Nachwuchswertung Course de la Solidarité Olympique

2017
- Bergwertung Tirreno–Adriatico

2018
- Zwischensprintwertung und „Kämpferischster Fahrer“ Giro d’Italia
- Prolog Sibiu Cycling Tour
- Memorial Marco Pantani
- Trofeo Matteotti

2019
- Bergwertung Kalifornien-Rundfahrt
- Europaspielesieger – Straßenrennen

2020
- eine Etappe Polen-Rundfahrt
- Italienische Meisterschaften – Straßenrennen

2021
- zwei Etappen und Punktewertung Tour de La Provence
- Omloop Het Nieuwsblad

2022
- eine Etappe Tour de Wallonie
- Coppa Bernocchi

## Grand-Tour-Platzierungen
| Grand Tour            | 2018 | 2019 | 2020 | 2021 | 2022 | 2023 | 2024 | 2025 |
| --------------------- | ---- | ---- | ---- | ---- | ---- | ---- | ---- | ---- |
| Giro d’ItaliaGiro     | 68   | –    | 72   | –    | 99   | DNF  | 70   | –    |
| Tour de FranceTour    | –    | –    | –    | 108  | –    | –    | 140  | 135  |
| Vuelta a EspañaVuelta | –    | –    | –    | –    | –    | –    | –    |      |